# Muhamed Memić
Muhamed Memić (* 2. September 1960 in Derventa, SFR Jugoslawien) ist ein ehemaliger jugoslawischer Handballspieler.

## Karriere

### Verein
Muhamed Memić lernte das Handballspielen in seiner Heimatstadt beim RK Derventa. Der 1,86 m große Rechtsaußen spielte anschließend bei Metaloplastika Šabac, mit dem er 1980 den jugoslawischen Pokal gewann. 1980 wechselte er zum RK Sloga Doboj. Im Europapokal der Pokalsieger 1983/84 unterlag Doboj im Finale dem spanischen FC Barcelona mit 21:24. 1989 ging der Linkshänder nach Spanien, wo er bei Xerox Arrate, in Bilbao und beim Zweitligisten CB Adrianense in Barcelona spielte.

### Nationalmannschaft
Mit der jugoslawischen Nationalmannschaft gewann Memić bei der Weltmeisterschaft 1986 die Goldmedaille. Bei den Olympischen Spielen 1988 in Seoul warf er zwei Tore in drei Partien und gewann mit dem Team die Bronzemedaille. Er bestritt 89 Länderspiele, in denen er 107 Tore erzielte.
Nach dem Auseinanderbrechen Jugoslawiens spielte er bei den Mittelmeerspielen 1993 für die bosnisch-herzegowinische Männer-Handballnationalmannschaft.